# L'Avare (téléfilm, 2007)
Pour les articles homonymes, voir L'Avare (homonymie).
Pour plus de détails, voir Fiche technique et Distribution.
L'Avare est un téléfilm français réalisé par Christian de Chalonge, d'après l'œuvre de Molière, diffusé sur France 3, le 7 janvier 2007.

## Synopsis
Élise, fille d'Harpagon, s'entretient avec Valère, son soupirant. Par amour pour elle, le jeune homme s'est fait engager comme intendant dans la maison de son père, affectant continuellement d'approuver le grincheux pour mieux gagner sa confiance. Mais Élise craint fort que le vieil homme, aveuglé par son avarice, ne s'oppose à son union avec Valère, bien né mais pour l'heure désargenté... Peu après, Cléante, le frère d'Élise, vient s'ouvrir à elle de ses propres tourments. Tombé amoureux de la belle Mariane, la fille d'une veuve du voisinage, il redoute également que leur père ne contrarie ses projets de mariage avec elle.

## Distribution
- Michel Serrault : Harpagon
- Jackie Berroyer : Maître Jacques
- Nada Strancar : Frosine
- Nicolas Vaude : La Flèche
- Cyrille Thouvenin : Cléante
- Micha Lescot : Valère
- Fanny Valette : Élise
- Louise Monot : Mariane
- Frédéric Maranber : le commissaire
- Stéphane Dausse : Anselme
- Cyril Couton : Maître Simon
- Valérie Moreau : Dame Claude
- Philippe Krhajac : Brindavoine
- Philippe Chauvin : La Merluche
- Cyprien Fouquet : le clerc

## Autour du téléfilm
Il s'agit d'un des derniers rôles de Michel Serrault, décédé le 29 juillet 2007.